# Các gò chôn cất Dilmun

Bản đồ của các gò chôn cất cổ đại.

Các gò chôn cất Dilmun (tiếng Ả Rập: مدافن دلمون) là một loạt các nghĩa địa trên khu vực đảo chính Bahrain có niên đại từ thời kỳ Dilmun từ nền Văn hóa Umm al-Nar. Nó bao gồm số lượng rất lớn các gò chôn cất cổ đại trên một diện tích lớn và được cho là một trong số những nghĩa trang an táng lớn nhất thế giới cổ đại. Các gò chôn cất tập trung ở phía bắc hòn đảo trên khu vực nền đất đá cứng hơn một chút so với đất canh tác. Những nghiên cứu gần đây đã chỉ ra rằng, có khoảng 350.000 gò mộ được hình thành bởi những người dân địa phương trong hàng ngàn năm. Chúng có nhiều kiểu dáng, kích thước và cả thời kỳ khác nhau.
Vào ngày 6 tháng 7 năm 2019, Các gò chôn cất Dilmun được UNESCO công nhận là Di sản thế giới.

## Khám phá
Một nhóm người Đan Mạch vào những năm 1950 đang khai quật tại Qal'at al-Bahrain, thủ đô của Thời đại đồ đồng, khi họ mở một số nấm mồ (tumuli) và phát hiện ra các vật phẩm có niên đại khoảng 4100–3700 năm trước, cùng thời kỳ văn hóa. Nhiều địa điểm khác bắt đầu được khai quật và tim thêm các ngôi mộ, cung cấp một cái nhìn về việc xây dựng và nội dung trên những ngôi mộ này.
Mỗi một nấm mồ gồm buồng đá trung tâm hình chữ nhật được bao quanh bởi một bức tường vòng thấp và phủ đất, sỏi lên. Kích thước khác nhau nhưng phần lớn chúng có đường kính từ 15 – 30 ft (4,5 - 9 mét) và cao từ 3–6 ft (1–2 mét).